# Remon Stotijn
Remon Stotijn, även känd under namnen Postman och The Anonymous Mis, född 27 december 1975 i Rotterdam, är en nederländsk rappare och medlem i bandet Postmen.
Han var gift med sångerskan Anouk 2004–2008. Tillsammans har de barnen Benjahmin Kingsley (född 18 april 2002), Elijah Jeramiah (född 5 december 2003) och Phoenix Ray (född 3 juni 2005).